# کیارا ماسترویانی
کیارا شارلوت ماسترویانی (به فرانسوی: Chiara Charlotte Mastroianni) (زاده ۲۸ مه۱۹۷۲) هنرپیشه و خواننده فرانسوی است.

## زندگینامه
کیارا ماسترویانی دختر هنرپیشه فرانسوی کاترین دنو و هنرپیشه ایتالیایی مارچلو ماسترویانی و همسر سابق خواننده فرانسوی بنجامین بیولا است. او دو فرزند به نام های میلو و آنا دارد.

## زندگی هنری

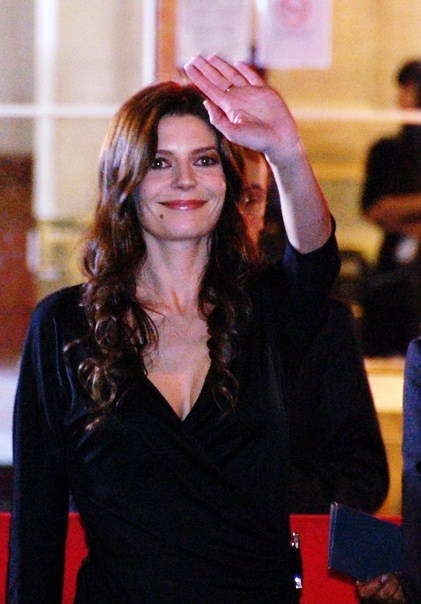
کیارا ماسترویانی

توسط یکی از دوستان پس از پایان دوره کارشناسی تشویق شد که کار بازیگری را تجربه کند. اولین نقش سینمائیش را در کنار مادر در فیلم فصل مورد علاقه من بازی کرد. سالها به بازی در نقش دوم فیلم‌ها مشغول بود تا بالاخره در فیلم نامه از مانویل دو الویرا در سال ۱۹۹۹ نقش اصلی را بازی کرد و پس از از آن در فیلم نه دخترم تو نمی‌روی برقصی کریستوفر اونوره یکی از مهمترین نقشهای سینمائیش را بازی کرد.

## فیلم‌های مهم
- برای ما دو تا - کلود للوش ۱۹۷۹
- چشمان سیاه - نیکیتا میخالکوف ۱۹۸۷
- لباس حاضری - رابرت آلتمن ۱۹۹۴
- دزدان - آندره تشینه ۱۹۹۶
- زمان دوباره به دست آمد ۱۹۹۹
- پرسپولیس - مرجان ساتراپی ۲۰۰۷
- شخص زیبا-کریستف اونوره ۲۰۰۸
- خورش آلو با مرغ - مرجان ساتراپی ۲۰۱۱
- آمریکانو - ماتیو دمی ۲۰۱۱
- خطوط ولینگتون-۲۰۱۲